# کارمسوند
کارمسوند،( به انگلیسی: Karmsund) یک تنگه در استان روگالاند ، بین جزیره کارموی تحت مدیریت  شهرداری کارموی، در غرب و مرکز شهرداری های هوگسوند و کارموی ، و همچنین جزیره وستر بوکن درمحدوده شهرداری بوکن ، در شرق است. تنگهٔ کارم، یا همان،  کارمسوند، حدود ۳۰ کیلومتر طول دارد.  باریک ترین قسمت این تنگه، در شمال، جایی که پل  کارمسوند، کارموی را با سرزمین اصلی متصل می کند (E134) واقع شده است. تنگهٔ  کارمسوند، در جنوب ،   بین کارموی و جزیرهٔ وستر بوکن، تا چهار کیلومتر عرض دارد. از دوران وایکینگ ها، تنگهٔ کارمسوند، یک خط  حمل و نقل  و کشتی رانی 
مهم بوده است.
در انتهای شمالی تنگه کارمسوند، مرکز شهر هوگسوند  قرار دارد. در سمت کارموی چندین شهرک وجود دارد که مهمترین آنها کوپرویک است.
از سال ۲۰۱۳ میلادی ، یک جادهٔ ارتباطی، بین هوُیک در کنار ابرشرکت نورسک هیدرو، در کارموی، در غرب جاده اروپایی ۳۹  در کنار میُسوند در سمت شرقی  آبدره فوُرلانِدس، در شرق جادهٔ استانی ۴۷، وجود داشته است. این برنامه گسترشِ راه های ارتباطی، که  اصطلاحاً به برنامه تونل معروف است .  از طریق تونلی در زیر تنگهٔ کارمسوند،  چند جزیره را به هم  متصل می کند.